# Municipio de Tuscarora (condado de Juniata)
El municipio de Tuscarora (en inglés: Tuscarora Township) es un municipio ubicado en el condado de Juniata en el estado estadounidense de Pensilvania. En el año 2000 tenía una población de 1.159 habitantes y una densidad poblacional de 9.4 personas por km².

## Geografía
El municipio de Tuscarora se encuentra ubicado en las coordenadas 40°22′00″N 77°34′59″O / 40.36667, -77.58306.

## Demografía
Según la Oficina del Censo en 2000 los ingresos medios por hogar en la localidad eran de $31,471 y los ingresos medios por familia eran de $37,614. Los hombres tenían unos ingresos medios de $26,714 frente a los $18,594 para las mujeres. La renta per cápita de la localidad era de $15,264. Alrededor del 12,9% de la población estaba por debajo del umbral de pobreza.